# Jens Fink-Jensen
Jens Fink-Jensen (* 19. prosince 1956 Kodaň) je dánský spisovatel, lyrik, fotograf a skladatel.

## Životopis
Jako spisovatel debutoval novelou Juni 1995 (Červen 1995), otištěnou v novinách „Dagbladet Information“ 4. června 1975, jako básník se představil v květnu roku 1976 čtyřmi básněmi v literárním časopise „Hvedekorn“ č. 76/1. První knihu vydal 19. října 1981 a byla jí básnická sbírka Verden i et øje (Svět v oku). Prvním prozaickým dílem v knižní podobě pak byla sbírka novel Bæsterne (Zvířata) vydaná 5. června 1986 a první dětskou knihou Jonas og konkylien (Jonáš a ulita) z roku 1994.
Jens Fink-Jensen ukončil studium na prestižním internátním gymnáziu v Herlufsholmu v roce 1976. Poté nastoupil základní vojenskou službu a prošel důstojnickým školením v Královské čestné stráži. V roce 1986 dokončil studium architektury na Katedře architektury při kodaňské Akademii umění, kde pak v roce 1997 také vystudoval multimediální design.
Jako člen původního okruhu experimentujících básníků osmdesátých let (tzv. „firserdigtere“), kteří se sdružovali ve skupině kolem redaktora časopisu „Hvedekorn“ Poula Boruma, se Jens Fink-Jensen podílel mimo jiné společně s básníkem Michaelem Strungem na generační manifestaci NÅ!!80 v kodaňském kultrurním centru „Huset“.
Jens Fink-Jensen a jeho kolegové, klávesista Fredrik Mellqvist a saxofonista Jens Severin, vystupují na gymnáziích a festivalech se svojí multimediálně-lyrickou show spojující předčítání básní a promítání diapozitivů s hraním vlastních elektronických skladeb.
Jens Fink-Jensen uspořádal mimo jiné výstavy fotografií Sydens Skibe (Lodě jihu), Beijing Ansigt (Tvář Pekingu), kombinovanou výstavu fotografií a básní OrdBilleder (Slova-Obrazy) a zvukovou show s diapozitivy Øje på verden – om bøgernes råstof (Nahlédnutí na svět – o surovinách pro knihy).
V roce 1999 vyšla v arabštině básnická sbírka Nær afstanden (Blízko dálky) v překladu Jamala Jumase (vydalo nakladatelství Alwah, Madrid) a některé z básní této sbírky už dříve vyšly v deníku Al-Quds Al-Arabi (Londýn, 1996) a v časopise Nizwa (Sultanát Omán, 1999).